# 中尾ハジメ
中尾 ハジメ（なかお　はじめ、1945年10月13日 - ）は、日本の社会心理学者、社会運動家、翻訳家、元京都精華大学学長。

## 人物・来歴
本名、片桐充。思想の科学研究会会員。
兄は詩人･翻訳家の片桐ユズル。元妻は写真家・反核運動家のアイリーン・美緒子・スミス（ユージン・スミスの妻だった）。
東京都北多摩郡生まれ。早稲田大学第一文学部哲学科心理学専修卒業。
1972年に岡林信康、甲斐扶佐義らと京都で喫茶店「ほんやら洞」をオープンする。
1973年、甲斐扶佐義、寺田勇文とともに「南ベトナムの政治犯を釈放する運動・京都」を立ち上げる。
1974年から、中川五郎フォークリポートわいせつ裁判をサポート。
以上のような自称「ヒッピー生活」を経て、1975年京都精華大学講師。1979年助教授。1986年教授。1997年から2006年学長。その間の2001年、京都精華大学表現研究機構を設置、初代機構長（文字文明、マンガ文化、映像メディアの3研究所で構成）。2006年から2009年理事長。2013年、京都精華大学退職。
2001年から2005年、日本マンガ学会初代会長。

## 著書
- 『スリーマイル島』（野草社） 1981
- 『ソ連・原発事故 あなたの不安にお答えする相談室』（久米三四郎共著、京都反原発めだかの学校） 1986
- 『原子力の腹の中で 福島第一原発事故のあとを、私たちはどう生きるか』（編集グループSURE） 2011
- 『原子力の腹の中で2　電気じかけの俺たち』（編集グループSURE） 2012

## 翻訳
- 『性と文化の革命』（ヴィルヘルム・ライヒ、勁草書房） 1969
- 『水俣 写真集』（ユージン・スミス、アイリーン・M・スミス、三一書房） 1980
- 『アトミックソルジャー』（ハワード・L・ローゼンバーグ、アイリーン・スミス共訳、社会思想社） 1982
- 『アンドレ・ケルテス写真集』（片桐ユズル共訳、岩波書店） 1986
- 『ガンジス ラグビール・シン写真集』（岩波書店） 1992
- 『タージ・マハル』（ジャン=ルイ・ヌー撮影、アミーナ・オカダ, M・C・ジョシ著、岩波書店） 1994
- 『アンビヴァレント・モダーンズ 江藤淳・竹内好・吉本隆明・鶴見俊輔』（ローレンス・オルソン、黒川創,北沢恒彦共訳、新宿書房） 1997
- 『原典で読み解く環境思想入門 グリーン・リーダー』（A・ドブソン編著、松尾眞,金克美共訳、ミネルヴァ書房、シリーズ<環境・エコロジー・人間>） 1999

## 論文
- Cinii